# Pillingsdorf
Pillingsdorf – dzielnica miasta Triptis w Niemczech, w kraju związkowym Turyngia, w powiecie Saale-Orla, we wspólnocie administracyjnej Triptis. Do 31 grudnia 2011 była to samodzielna gmina.